# Казачий кавалерийский полк Юнгшульц
Казачий кавалерийский полк фон Юнгшульца (нем. Regiment von Jungschulz) — воинское подразделение периода Второй мировой войны, состоящее из казаков.

## История
Полк был сформирован летом 1942 г. в составе 1-й танковой армии вермахта, носил имя своего командира — подполковника И. фон Юнгшульца. Первоначально полк имел только два эскадрона, один из которых был чисто немецким, а второй состоял из казаков-перебежчиков. 3-й и 4-й эскадроны были сформированы в сентябре 1942 г. в ст. Каясула и Берёзкин (Ставрополье) из местных жителей, 5-й эскадрон прибыл из Симферополя и переброшен затем на Кавказ.
По состоянию на 25 декабря 1942 г. полк насчитывал 1530 человек, в том числе 30 офицеров, 150 унтер-офицеров и 1350 рядовых, и имел на вооружении 56 ручных и станковых пулемётов, 6 миномётов, 42 противотанковых ружья, винтовки и автоматы.
Начиная с сентября 1942 г. полк «Юнгшульц» оперировал на левом фланге 1-й танковой армии в районе Ачикулак — Буденновск, принимая активное участие в боях против советской кавалерии, в январе 1943 г. отступал к р. Маныч. После приказа от 2 января 1943 г. об общем отступлении полк отходил на северо-запад в направлении станицы Егорлыкской, пока не соединился с частями 4-й танковой армии вермахта.
15 февраля 1943 был переименован в 1-й Казачий (фон Юнгшульца) конный полк. В феврале – марте 1943 г. действовал против партизан в районе Киева. В дальнейшем он был подчинён 454-й охранной дивизии и переброшен в тыловой район группы армий «Дон».

## Знаки отличия
В казачьем кавалерийском полку подполковника И. фон Юнгшульца, в качестве нарукавного знака и кокарды на головном уборе использовалась эмблема бронетанковых войск вермахта — «мертвая голова».
Одним из вариантов нарукавного знака, который носили казаки в полку фон Юнгшульца, был чёрный ромб с «мёртвой головой», подковой и двумя скрещенными саблями. В качестве эскадронных значков в этом полку использовались чёрные полотнища с изображением "мёртвой головы" и надписью, указывающей на номер эскадрона.